# س. ليفينغستون
س. ليفينغستون (بالإنجليزية: C. Livingstone)‏ هو عالم نبات هندي، ولد في 29 يناير 1949 في Palliyadi ‏ في الهند.